# Radio Varese
Radio Varese è stata una emittente radiofonica italiana, attiva dal 1976 al 1999. Divenuta successivamente Radio Varese-Lega Lombarda, quindi Radio Padania Libera e infine Radio Libertà.
È stata una delle radio libere italiane che a metà anni settanta hanno messo in discussione il monopolio della Rai, caduto poi per illegittimità (salvo in ambito nazionale) con la sentenza della Corte Costituzionale n.202 emessa il 15 luglio 1976 e pubblicata il successivo 4 agosto. Come nel resto d'Italia, la sentenza darà il via a numerose iniziative di emittenza locale anche nel Varesotto.

## Storia
Costituita come cooperativa con sede a Varese in via Giuseppe Walder 36, comincia le trasmissioni pochi mesi prima della liberalizzazione, il 28 febbraio 1976, uscendo con un segnale radio da un solo Watt di potenza sui 100,700 MHz in modulazione di frequenza. La sigla di apertura e di chiusura è il brano Longuita degli Inti-Illimani.
Trasmettitore e antenna sono autocostruiti; l'antenna di radiodiffusione, inizialmente posta in un quartiere alto di Varese (il Colle di Giubiano), verrà poi collocata dapprima sul tetto della stazione a monte della funicolare Vellone-Campo dei Fiori (a circa 1020 m s.l.m) e infine sul tetto del Grand Hotel Campo dei Fiori (a circa 1050 m s.l.m) per affrontare il rapido emergere di segnali interferenti che provenivano da altre nuove radio libere, e per ampliare l'area di ascolto. Nel contempo cresce anche la potenza di trasmissione, con 100 Watt sulla stazione della funicolare (dove l'impianto subisce un sabotaggio con un chiodo piantato nel cavo coassiale di alimentazione dell'antenna) fino a raggiungere poi i 3000 Watt sul tetto del Grand Hotel, con conseguente aumento dei costi di gestione.
Il logo, creato dal grafico Mario Marvasi, raffigura tre scimmie che, all'opposto delle “tre scimmie sagge”, ascoltano, vedono e parlano. Per questo l'emittente diventa nota anche come la “radio delle tre scimmiette”. Ceduta al Partito Socialista Italiano nel 1985, chiude il suo ciclo il 19 ottobre 1990, quando viene acquistata dalla Lega Lombarda che ne cambia il nome e l'impostazione originale, con l'abbandono degli ultimi collaboratori storici. Diventa così dapprima Radio Varese-Lega Lombarda, poi Radio Padania Libera e infine Radio Libertà.
Il primo direttore responsabile di Radio Varese è Luciano Di Pietro (che negli anni novanta sarà direttore del mensile Bell'Europa della Editoriale Giorgio Mondadori. I successivi direttori sono il giornalista e scrittore Nuccio Madera (che nel 1996 diventerà direttore prima di Bell'Europa e poi del mensile Arte, e in seguito darà vita al Premio Cairo insieme all'imprenditore Urbano Cairo), quindi Maria Bianucci (fino al 1985), e infine Franco Ferraro, ultimo direttore operativo fino al 1990. Radio Varese entra a far parte dell'A.N.T.I. (Associazione nazionale teleradio indipendenti), di cui lo stesso Lovisolo era stato vicepresidente.
Nel 2003 viene pubblicato dalla casa editrice varesina NEM del medico, poeta e scrittore Dino Azzalin (che in radio aveva condotto il programma Latino America) il libro Radio Varese 100,700 - L'unica radio libera dell'occidente occupato a cura di Maria Bianucci, con i contributi di molti dei partecipanti alle vari fasi della storia di Radio Varese. Il ricavato sarà interamente devoluto a Varese con te, una ONLUS per l'assistenza ai malati terminali.
Negli anni, l'esperienza a Radio Varese forma giornalisti, scrittori, autori di programmi tv e altre figure di rilievo in ambito locale e nazionale sia nei giornali (ANSA, Corriere della Sera, La Gazzetta dello Sport, Repubblica, La Prealpina, Giornale del Popolo, Buscadero) che in televisione (Rai, Mediaset, RSI). Roberto Maroni, uno dei conduttori della radio e che si occupava, tra altre cose, del programma L'altro ieri dedicato al folclore locale, arriverà a ricoprire le cariche di Ministro dell'Interno, di Ministro del Welfare e di presidente della Regione Lombardia. Alcuni conduttori di Radio Varese, fra cui lo stesso Maroni, saranno tra i fondatori del gruppo musicale Distretto 51, attivo fino al 2022.

### Gli inizi
Radio Varese nasce come cooperativa a responsabilità limitata per iniziativa di Sergio Lovisolo, allora docente di Lettere al liceo classico Ernesto Cairoli di Varese e radioamatore, il quale già nel 1970 aveva sviluppato un progetto di televisione privata intuendo la prevedibile fine del monopolio Rai. Lo scopo è di creare un luogo di aggregazione, uno strumento di comunicazione aperto, il più ampio possibile e rivolto a tutti. Lovisolo inizialmente coinvolge alcuni suoi ex allievi che poi aggregano altri giovani al primo nucleo dell'emittente. È affiancato dall'amico e notaio Luciano Giaccari, il quale stipula l'atto costitutivo della cooperativa registrandolo il 17 febbraio 1976. I primi soci sono undici: Ambrogio Vaghi, Antonio Chiaravalli, Antonio Salomone, Carmelo Gugliotta, Daniele Tamborini, Elio Girompini, Eugenio Manghi, Maurizio Tamborini, Massimo Malerba Riccardo Presta, Sergio Lovisolo.
Il presidente della cooperativa è inizialmente Sergio Lovisolo, seguito poi da Maria Bianucci che ricopre l'incarico dal 1982 fino al 1985. Daniele Tamborini, vicepresidente, diventa anche il primo coordinatore della radio insieme a Maurizio Tamborini. Si occupano dell'operatività quotidiana per preparare la struttura, la raccolta pubblicitaria, i rapporti con le case discografiche e il coordinamento fra i programmi. Poco dopo si aggiungono al coordinamento anche Enrico Favalli, Nedo Montagna, Luigi Cova e Giulio Cuore.
Due anni prima, nel 1974, il notaio Giaccari, esperto di videoarte, e sua moglie Maud Ceriotti avevano dato vita a RTL (Radio Televisione Locale), un'emittente televisiva via cavo che non riesce a decollare per via dei forti limiti normativi dell'epoca. L'iniziativa viene quindi chiusa in attesa di una regolamentazione dell'emittenza televisiva privata. Fondano inoltre la Videoteca Giaccari e danno vita al progetto MUel (Museo Elettronico). Insieme curano per Radio Varese il programma settimanale La rubrica di Maud, con interviste e argomenti legati al mondo femminile, alla politica, i sindacati, la salute, l'ambiente e la cultura in generale. In questo ambito, Maud e Luciano, assistiti da Renzo Ciardiello, registrano nel 1977 un'intervista all'attore Ugo Tognazzi in una camera d'albergo di Stresa, sul Lago Maggiore, dove l'attore si trovava per girare il film di Dino Risi La stanza del vescovo, tratto da un romanzo di Piero Chiara.
La radio viene inaugurata alle ore 11 del 28 febbraio 1976, subito dopo che Sergio Lovisolo aveva segnalato alla Questura l'inizio delle attività. Il segnale da diffondere giunge al trasmettitore FM posto in una zona abbastanza elevata della città (il colle di Giubiano), tramite un collegamento in ponte radio in banda UHF che parte dal tetto dell'abitazione del Prof. Lovisolo in Via Giuseppe Walder 36, nel vecchio quartiere popolare di Biumo Inferiore. Qui tre locali sono dedicati alla radio: una saletta di regia e trasmissione dai muri e soffitto ricoperti con pannelli di polistirolo; una piccola stanza adibita a uso misto guardaroba della famiglia e registrazione dei programmi, e un locale di ingresso secondario come luogo di incontro e discussione, con tavolo di lavoro per la redazione del radiogiornale, una postazione telefonica e un archivio di dischi in vinile (inizialmente tutti messi in comune dai soci) e audiocassette. Come nella gran parte delle prime emittenti, il locale adibito alla trasmissione dei programmi in diretta non ha un'area separata per la regia al mixer. Salvo che per alcune rubriche (ospiti in diretta, microfono aperto con gli ascoltatori) sono gli stessi conduttori a gestire il mixer, la messa in onda dei brani musicali, gli interventi delle voci e i livelli audio trasmessi.
Un gruppo tecnico (Alberto Villa, Antonio Chiaravalli, Antonio Salomone, Fausto Abbiati, Giovanni Giorgini, Sandro Grisostolo, Renzo Ciardiello e lo stesso Lovisolo) si occupa dei vari allestimenti tecnici della radio, della loro manutenzione e delle registrazioni dal vivo dei concerti. Il trasmettitore viene assemblato da Sergio Lovisolo, assistito da Antonio Salomone, nel laboratorio milanese di Gianfranco Lovisolo, fratello di Sergio, un laboratorio che poco dopo verrà ampliato specializzandolo nel progetto e realizzazione di trasmettitori per il broadcasting. L'antenna, inizialmente un semplice dipolo, viene costruita da Sergio Lovisolo, aiutato da Antonio Salomone e Renzo Ciardiello.
All'inizio, in regia il volume del segnale audio trasmesso viene tenuto sotto controllo, per evitare fastidiose distorsioni, osservandone la traccia sullo schermo di un vecchio oscilloscopio a valvole G45 della Unaohm. L'oscilloscopio, tenuto sempre acceso, si guasta nel giro di pochi mesi e viene sostituito da un dispositivo autocostruito, una scatoletta con tre indicatori luminosi di livello; luce bianca: troppo basso, alza il livello; luce verde: normale, avanti così; luce rossa: troppo alto, abbassa il livello), rendendo chiaro anche ai conduttori le regolazioni da eseguire.
Una linea telefonica è adibita ai collegamenti con gli ascoltatori e alla ricezione delle telecronache sportive. Presto viene introdotta una seconda linea, riservata alle comunicazioni di servizio. La voce delle telecronache giunge in regia attraverso un'interfaccia con microfono e cuffie appositamente costruita dal gruppo tecnico, e dotata di un cavo lungo 100 metri steso dagli spalti della tribuna fino alla più vicina presa telefonica disponibile nello stadio (spesso in sala stampa) in cui si svolge la competizione sportiva. A volte questo cavo viene collegato direttamente ai morsetti di una scatola di giunzione telefonica posta dietro le cabine pubbliche, gestite allora dalla SIP.
Radio Varese diventa così la prima radio libera della provincia a offrire, raccolte via telefono, radiocronache sportive in diretta. Le prime radiocronache del calcio sono tenute da Egisto Marocco e Massimo Lodi (ambedue giornalisti), mentre quelle di basket sono di Claudio Piovanelli, Mario Carletti e Massimo Malerba (che sarà segretario particolare di Roberto Maroni al Ministero del Welfare dal 2001 al 2005), seguiti poi da Franco Ferraro, Sergio Bertolini, Stefano Lai e Vittorio Frigerio. La redazione sportiva della radio è inizialmente composta da Claudio Piovanelli, Enrico Minazzi, Mario Carletti e Massimo Malerba, e si occupa anche di notiziari nei weekend trasmettendo i risultati di calcio e basket (dalla Serie A ai campionati minori) e di altre discipline, tra le quali ciclismo (molto popolare nel territorio anche per via della Tre Valli Varesine) e canottaggio (anch'esso seguito per la presenza di due circoli storici sul Lago di Varese, la Canottieri Varese e la Canottieri Gavirate). Negli anni ottanta la redazione sportiva si amplia con la collaborazione di Giorgio Prestinoni, già conduttore di diversi programmi (Il castello, Il monaco e la scimmia, ecc.), e che ne diventa poi il responsabile.
La primissima radiocronaca viene trasmessa da Cantù il 18 marzo 1976, appena tre settimane dopo l'inizio delle trasmissioni di Radio Varese, quando Claudio Piovanelli e Mario Carletti, con Renzo Ciardiello in veste tecnica, sono al seguito della squadra varesina Mobilgirgi Varese in campo contro la squadra locale Forst. Le dirette più seguite sono quella della finale di Coppa dei Campioni con la Mobilgirgi Varese ad Anversa nel 1976 (vinta contro il Real Madrid) e la finale dell'anno successivo a Belgrado (persa contro il Maccabi). La cronaca sportiva via telefono più lontana mai fatta è stata quella di Enrico Minazzi dagli Stati Uniti (dove era in viaggio) per le finali NBA 1978, con il titolo vinto dai Washington Bullets contro i Seattle SuperSonics. 
Tra le varie iniziative parallele legate allo sport, poco dopo il lancio dell'emittente viene fondato uno sci club, associato con il Club Alpino Italiano di Gallarate e gestito in radio da Cesare Bulgheroni, Esmeralda Armellini e Gepi De Grandi. Più avanti Radio Varese organizza anche una squadra di calcio e una di pallavolo femminile. Ambedue le iniziative hanno vita breve, perché troppo impegnative e costose.
Un'altra iniziativa, probabilmente la prima del suo genere fra le radio libere di allora, è la tombola radiofonica natalizia, con un seguito tale da quasi paralizzare la rete telefonica della zona. Sempre in quel periodo, Egle Bonada, conduttrice di programmi per i più piccoli, travestita da Babbo Natale gira per la città distribuendo regali ai bambini che hanno inviato le loro letterine alla radio.
Fin da subito Radio Varese riesce così a intercettare una diffusa esigenza di partecipazione che si riscontra sia negli ascolti sia nell'adesione all'iniziativa, tanto che l'organico si amplia di molto nelle settimane dopo l'inizio delle trasmissioni, grazie a uno spontaneo afflusso di persone interessate a collaborare, condurre programmi, contribuire all'allestimento della sede e alla manutenzione degli impianti. Nel panorama culturale e sociale tradizionalista della città, Radio Varese diventa un punto di riferimento e di aggregazione, oltre che promotrice di iniziative con un ampio coinvolgimento di pubblico, associazioni e istituzioni locali.
Nel 1977 Radio Varese libera finalmente casa Lovisolo affittando alcuni ampi locali con soppalco, poco distanti e lasciati liberi da un ristorante al 41 di via Walder. I nuovi spazi vengono sistemati in base alle necessità sperimentate nel primo anno di trasmissioni. Viene progettato e costruito da alcuni del gruppo tecnico (Alberto Villa, Giovanni Giorgini) quello che fino al 1985 (con l'entrata del PSI e l'ammodernamento delle strutture) sarà il mixer della radio, dotato delle funzioni essenziali per condurre le operazioni di regia, comprese le tre luci per il controllo dei livelli audio. Nel contempo, il continuo impegno per mantenere questi livelli entro limiti accettabili viene notevolmente alleggerito grazie all'adozione di un compressore di dinamica automatico.

### La voce della città, musica e cultura
Nata senza legami diretti con i partiti, Radio Varese ha all'interno un ampio spettro di posizioni della sinistra e di parte del centrosinistra, ma non una linea politica, culturale e musicale predefinita. L'intento è quello di essere un mezzo aperto a tutti per dare voce alla città (che allora concedeva poche possibilità di espressione) e al suo territorio. Fin dall'inizio Radio Varese ha dei coordinatori (i primi sono Daniele e Maurizio Tamborini, poi affiancati da Enrico Favalli, Nedo Montagna, Luigi Cova e Giulio Cuore) e una redazione responsabile del notiziario. I coordinatori (poi anche i giornalisti) sono retribuiti, mentre i conduttori di programmi partecipano su base volontaria. Nel palinsesto ci sono confronti in diretta telefonica con gli ascoltatori e ospiti in studio (compresi amministratori locali a partire dal sindaco Giuseppe Gibilisco) su temi politici e sindacali della zona, radiocronache (sempre via telefono) delle partite della Pallacanestro Varese e del Varese Calcio, programmi letterari e spazi dedicati alla scuola, alle tradizioni locali, alla salute.
In radio si forma anche un piccolo gruppo che si occupa della raccolta pubblicitaria locale. Se ne fa carico Renzo Ciardiello, aiutato da Esmeralda Armellini, Marcello Bianchi e da qualunque altro socio che fosse disponibile al momento. La pubblicità a livello nazionale è invece affidata all'agenzia Manzoni. I comunicati pubblicitari vengono preparati inizialmente da Massimo Bruno ed Egle Bonada, e poi mandati in onda dalla stessa Egle accompagnati dalla sigla musicale Birdland, un brano dei Weather Report. Il primo inserzionista della radio è stato lo storico negozio di dischi Casa del Disco, che offre un'ampia scelta di album di importazione con generi e artisti allora poco conosciuti al grande pubblico, e chiuso poi nel gennaio del 2016 per via della concorrenza del mercato digitale.
L'emittente si distingue così anche per le proposte musicali: dal southern rock al jazz, dal blues alla canzone d'autore, dalla West Coast al progressive rock, offre un panorama ampio e variegato di stili. Mauro Zambellini, conduttore del programma 2098 Scatola Calda, riassume subito lo spirito dell'emittente nello slogan L'unica radio libera dell'Occidente occupato, accompagnato poi da La sotterranea delle Prealpi.
Viene messa in campo un'équipe tecnica per registrare concerti ed eventi come la Rassegna della Canzone d'Autore nata nel 1974 e presentata da Antonio Silva (comunemente nota come il Premio Tenco) presso il Teatro Ariston di Sanremo (con interviste, tra gli altri, a un esordiente Roberto Benigni durante l'edizione del 1976), e il Paléo Festival Nyon, nella Svizzera francese, nei pressi del Lago di Ginevra. Durante le edizioni del Folk Festival di Nyon vengono intervistati diversi musicisti, fra cui: il cantautore e arpista bretone Alan Stivell; Dave Pegg, bassista dei Fairport Convention; il cantante e fisarmonicista statunitense Rockin' Dopsie; il cantautore e chitarrista britannico Ralph McTell; Suzzy Roche, che insieme alle sue due sorelle Maggie e Terre formava il gruppo musicale femminile folk-rock nordamericano The Roches; un gruppo di musicsti Cajun; il cofondatore dei The Chieftains, Paddy Moloney; il cantautore e chitarrista statunitense Loudon Wainwright III. Nell'edizione del 1978 del Paléo Folk Festival il violinista Dave Swarbrick dei Fairport Convention sale sul palco indossando una maglietta con il logo di Radio Varese. Nel luglio del 1976, il giovane bassista Jaco Pastorius viene intervistato da Luigi Prevosti affiancato da Fernando Longo a Lugano, in occasione del concerto tenuto dai Weather Report insieme al gruppo musicale di Billy Cobham e George Duke al Palazzo del Ghiaccio, avvenuto poco dopo la loro esibizione al Montreux Jazz Festival. L'8 aprile del 1977 Luigi Prevosti e Roberto Rossi intervistano Pete Seeger in concerto al Palazzetto dello Sport di Novara, durante il primo festival della canzone popolare in ricordo del cantautore cileno Víctor Jara. L'incontro con un artista avvenuto il più lontano da Varese fu quello con Bruce Springsteen, che Francesco De Paoli, conduttore del programma Born To Rock, ebbe nell'agosto del 1984 presso il locale The Stone Pony di Asbury Park, nel New Jersey.
Alcune trasmissioni diventano la dispensa di cultura musicale ciclostilata in proprio Radio Varese FM 100,700 – Informazione ritmata – Tutti i testi tradotti, registrata presso il Tribunale di Varese e il cui direttore responsabile è Luciano di Pietro, lo stesso della radio. Nell'autunno del 1976, dopo accordi presi a Sanremo durante la rassegna della canzone d'autore del Premio Tenco, un'esordiente e allora poco nota Gianna Nannini viene ospitata a Radio Varese per essere intervistata da Caterina Carletti e cantare i suoi brani accompagnandosi al pianoforte.
Fra gli altri artisti accolti a Radio Varese nei primi anni di attività ci sono anche Patty Pravo, Loredana Bertè e Cooper Terry insieme all'armonicista italiano trapiantato a Chicago Alberto Pick, Ivan Graziani, Fabrizio De André (il giorno prima di un suo concerto a Varese, poi rinviato per ragioni si salute) e il polistrumentista e compositore Mauro Pagani. Invitata da Daniele Glogensech per la sua trasmissione della domenica mattina L'altra domenica, venne ospitata in radio anche la cantante degli anni trenta Meme Bianchi.
Su iniziativa di Giulio Cuore, Giancarlo Garavaglia e Roberto Maroni, nel 1977 viene fondato il Circolo Radio Varese Cultura, che in poco tempo arriva a raccogliere circa 8000 adesioni. Il circolo organizza il festival della radio, diversi concerti e poi, in collaborazione con l'ARCI locale, un cineforum dal titolo Ciak si ride. Con proiezioni all'aperto in piazza San Vittore, si presenta con una rassegna di film dei fratelli Marx. Il festival di Radio Varese si svolge dal 25 febbraio al 5 marzo 1977, con biglietti di ingresso venduti a 1000 Lire. In cartellone i concerti di Gianna Nannini, Fausto Amodei, Gualtiero Bertelli, il pianista Mario Delli Ponti (invitato da Fabio Bruno, che conduce insieme a Gregorio Cosentino il programma di musica classica Il metronomo), Enzo Iacchetti con il suo trio di cabaret I Tuicc, oltre a rassegne video e spettacoli teatrali (curati da Luciano Giaccari) con gruppi d'avanguardia (fra cui i Trachis), e dibattiti. Un anno dopo, il 28 febbraio 1978 si tiene, in collaborazione con l'Assemblea Musicale Teatrale, un  concerto di Francesco Guccini al Palasport Lino Oldrini, nel quartiere di Masnago. Organizzato per festeggiare il secondo anniversario della radio, poco prima dell'inizio dello spettacolo gruppi di "autonomi" sfondano le barriere per “autoridursi” le 1000 Lire dell'ingresso. Infine, Radio Varese organizza concerti anche con l'attore allora poco noto Roberto Benigni e cantautori quali Pierangelo Bertoli e Tony Esposito.

### La scissione del ‘77
Ad aprile del 1977 una ricerca condotta da Makrotest (società poi assorbita da Ipsos) per conto di sei emittenti lombarde del circuito di Stp, stima per Radio Varese 23mila ascoltatori/giorno, con una distribuzione piuttosto bilanciata per età (37,3% fino a 24 anni, 34,5% da 24 a 44, 27% oltre) ma più definita per classi sociali e professioni (21,1% operai, 19,9% casalinghe, 18,9% impiegati, 18,6% studenti con percentuali più basse per imprenditori, professionisti e artigiani).
Nell'autunno dello stesso anno le tensioni tra le diverse anime, accentuate da problemi economici per le difficoltà nella raccolta pubblicitaria e dal clima politico nell'area dei movimenti della sinistra (il Movimento del '77) portano a una scissione nel corso di una assemblea. Le posizioni si irrigidiscono, e una parte dei soci e dei coordinatori spinge per una linea politica più militante, simile alla quella di Radio Alice. Prevale chi vuole invece mantenere l'orientamento originario, anche se ciò poi comporterà l'esodo di decine di soci della prima ora e un inevitabile ricambio sia nella struttura sia nella conduzione dei programmi. Il gradimento degli ascoltatori tuttavia rimane e Radio Varese prosegue con l'aggiunta di nuove voci, mantenendo lo stesso rapporto con la città.
Sempre nel 1977 la redazione del notiziario, composta da Maria Bianucci e Marco Dal Fior, si arricchisce del contributo professionale di Vincenzo Masotti giornalista già con molta esperienza maturata alla Radio della Svizzera Italiana. Masotti introduce diverse novità, fra cui una rubrica di approfondimento inserita nell'edizione domenicale del notiziario, con tematiche di interesse sia locale sia generale. Inoltre funge da coordinatore editoriale, redattore e inviato.
Nello stesso anno Luciano Giaccari e Maud Ceriotti si staccano da Radio Varese insieme ad altri collaboratori della radio e danno vita a ETL Varese Video. L'emittente, basata sulla loro precedente esperienza del 1974 con RTL (una televisione via cavo), sarà la prima TV varesina a trasmettere via etere, con sede in via del Cairo 4. L'iniziativa si conclude nel 1983 con la cessione di impianti e frequenze ad Antenna Nord della Rusconi Editore.
Nel 1978 la redazione dei notiziari si amplia ulteriormente con l'arrivo di Franco Tettamanti, che proviene da esperienze presso Il giornale di Varese, uno dei primi tabloid della provincia.

### La crisi negli anni ottanta e la fine di Radio Varese
A cavallo tra la fine degli anni settanta e l'inizio degli anni ottanta Radio Varese organizza anche due squadre sportive, una di pallavolo femminile e una maschile di calcio (seguita quest'ultima da Massimo Malerba e Renzo Ciardiello), con divise offerte da sponsor pubblicitari. Ambedue le iniziative hanno vita breve, perché troppo impegnative e costose
Nel 1979 Giulio Cuore si fa carico con il Circolo Radio Varese Cultura dell'organizzazione di uno spettacolo con Roberto Benigni al Palasport Lino Oldrini, e sempre al Palasport il concerto del gruppo rock francese Téléphone. Ulteriori eventi seguono negli anni ottanta, curati da Marco Brolpito e collaboratori, fra cui, nel 1986, la storica gruppo musicale alternativa eclettica dei tedeschi Embryo presso il Liceo Musicale di Varese. Un concerto contro l'apartheid viene promosso dai conduttori di OB-Radio Varese insieme all'ARCI locale e con la collaborazione di Renato Bertossi (organizzatore di concerti, talent scout e promotore di numerosi musicisti italiani, scomparso nel 2023), con il gruppo sudafricano Sakhile di musica afro jazz al Cineteatro Nuovo di Varese. Gli ultimi due concerti vengono organizzati alla fine degli anni ottanta al Teatro Tenda di Malnate. Il primo con il bassista britannico dei Clash Paul Simonon, curato dal giornalista Gianni Beraldo (conduttore con il fratello Gianmarco del programma Sympathy For The Rock). L'ultimo concerto prima della fine di Radio Varese è quello organizzato il 20 ottobre 1989 dagli ideatori del contenitore di programmi OB – Oppure basta, Marco Brolpito e Alessandro Uggeri, portando sul palco il gruppo reggae veneto Pitura Freska.
Nel 1982 la presidenza della cooperativa passa da Sergio Lovisolo a Maria Bianucci, che mantiene l'incarico fino alle dimissioni del 1985. I dati del 1985 indicano che in quell'anno la cooperativa a responsabilità limitata Radio Varese di via Giuseppe Walder 41 è caratterizzata da una frequenza e potenza di emissione a 100,700; MHz e 3000 Watt, che copre un'area di ricezione perfetta in Varese e provincia, sufficiente nelle provincie di Como e di Novara. La programmazione si concentra su informazione e servizio; cinque notiziari locali al giorno e cinque notiziari nazionali al giorno; sport; intrattenimento; rubriche mattutine orientate a un pubblico di casalinghe; rubriche pomeridiane per un pubblico giovane; trasmissioni musicali per generi il pomeriggio e la sera. I coordinatori dell'emittente radiofonica sono: Maria Bianucci (Direttore responsabile), Marisa Latella (Segretaria di redazione), Massimo Donelli (Responsabile dell'informazione) e Giorgio Prestinoni (Responsabile dello sport). La radio è associata alla Federazione Radio Televisioni (FRT). La pubblicità nazionale è affidata a Divisione Radio Italia di Milano, mentre la pubblicità locale viene effettuata in proprio.
Alla metà degli anni ottanta la crisi nei conti economici diventa grave: falliscono i tentativi di coinvolgere varie associazioni, sindacati e Lega delle Cooperative e l'emittente rischia la chiusura. Nel 1985 il Partito Socialista Italiano (PSI) locale offre un supporto finanziario garantendo di non interferire nella linea editoriale. Il Circolo Culturale Radio Varese Cultura chiude e il profilo della radio ne risente. Da questo momento in poi l'organizzazione dei concerti, inizialmente a carico del Circolo Culturale, diventa un impegno dei singoli conduttori. Vengono introdotte delle innovazioni tecnologiche, fra cui un personal computer Commodore per la gestione automatica dei nastri durante le fasce notturne, alternando la musica con i messaggi pubblicitari; nel contempo il mixer autocostruito dal gruppo tecnico nel 1977 viene sostituito con un sistema moderno di regia.
Ai primi di dicembre del 1985 la nuova maggioranza del consiglio di amministrazione della cooperativa delibera una drastica riduzione dei costi con il licenziamento di alcuni collaboratori. La decisione innesca iniziative di protesta da parte della redazione e dei conduttori riuniti in assemblea, i quali mandano in onda notiziari e programmi in forma ridotta dando spazio all'evoluzione della crisi. Maria Bianucci propone al PSI un diverso progetto di risanamento della radio che però viene rifiutato, per cui si dimette dall'incarico di presidente della cooperativa. Il licenziamento dei collaboratori viene così temporaneamente bloccato, dato che la sua attuazione avrebbe richiesto la firma del presidente.
In questo stesso periodo Radio Varese stipula un accordo con l'agenzia di informazione giornalistica radiofonica nazionale AREA, cominciando così a trasmettere anche reportage da Roma e da New York. Franco Ferraro, fra i conduttori di programmi musicali come Body and Soul, Da zero e dintorni, Musica musica e Transfusion, diventerà l'ultimo direttore di Radio Varese, operativo tra il 1986 e il 1990, dopo Maria Bianucci. In quello stesso periodo un gruppo di conduttori, fra cui Alessandro Uggeri, Bruno Nicolini, Franco Grillo, Marco Brolpito e Marco Rabuffetti creano uno spazio particolare per corroborare un palinsesto ritenuto troppo leggero. Nasce così il contenitore di programmi OB-Oppure Basta, con programmi musicali e culturali, un programma sulle alternative naturali (agricoltura biologica, alimentazione naturale, erboristeria, riciclaggio, tecniche dolci) di Roberto Albani (che qualche anno dopo sarà presidente del circolo culturale varesino CoopUF), e uno per l'approfondimento di tematiche legate all'immigrazione dall'Africa, il tutto completato con l'organizzazione di concerti. Aiutati da Antonio Merlo (poi fondatore del CE.D.A.L., Centro Documentazione America Latina), raccolgono notizie sui paesi del terzo mondo, sui migranti, le loro culture e le loro musiche. Prendono contatto con gruppi musicali africani con cui realizzeranno diversi concerti, e offrono spazi radiofonici per interventi in arabo e in lingua Wolof, un idioma tipico dell'Africa occidentale parlato soprattutto in Gambia e in Senegal.
Nel corso del 1989, durante l'ultimo anno con il PSI la sede di Radio Varese viene trasferita, passando dalla storica via Walder 41 al civico 17 di via Garibaldi. La gestione del PSI dura fino all'11 febbraio del 1989, quando l'emittente viene ceduta alla società Camelia appartenente al gruppo Finiper, che ne utilizza la forte penetrazione sul territorio esclusivamente per motivi commerciali e pubblicitari, cancellando il tradizionale palinsesto, liberandosi di redattori e senza avere un progetto di radio come organo di informazione. Questa nuova realtà mette in agitazione i collaboratori, i quali cercano di coinvolgere i cittadini inviando comunicati ai giornali e organizzando assemblee aperte al pubblico. Il 26 aprile 1989 l'assemblea dei soci della Cooperativa Radio Varese delibera di sciogliere la società e di metterla in liquidazione. Il 3 maggio 1989 il notaio Carlo Gaudenzi presenta al tribunale di Varese l'atto di liquidazione (protocollato 791/89), nominando quali liquidatori Flavio Gaggini, Luciano Bronzi e Sergio Marvelli (presidente del Consiglio regionale della Lombardia dal 1975 al 1978).
Il 19 ottobre del 1990, su decisa spinta di Roberto Maroni(allora segretario varesino della Lega Lombarda), la Lega Lombarda acquista dalla Finiper Radio Varese e le sue frequenze di emissione per un centinaio di milioni di lire (una somma all'incirca pari al passivo di gestione denunciato dalla Finiper stessa), mantenendone inizialmente nome e logo. Dopo quel passaggio di proprietà anche gli ultimi conduttori storici rimasti abbandonano l'emittente; Radio Varese cessa così di esistere e la Lega fa nascere Radio Varese-Lega Lombarda, diventata poi Radio Padania Libera e infine Radio Libertà. L'uscita degli ultimi conduttori della vecchia gestione vede il recupero di un cimelio dei primi anni della radio, il mixer autocostruito nel lontano 1977 dal gruppo tecnico, oramai fuori uso e rimasto inutilizzato dal 1985. Alcuni, come Marco Brolpito, Roberto Albani e Alessandro Uggeri, entrano a far parte del gruppo che animerà il circolo culturale CoopUF di via De Cristoforis, nel quartiere di Biumo Inferiore, un luogo di incontri multiculturali e per la promozione di musica, teatro e cinema d'essai con Giulio Rossini.

### Radio Varese come Web radio
Nel 2013 Tiziana Cilia Schiavoni, che negli anni ottanta aveva condotto programma Itaca, basandosi sulla sua tesi di laurea in Scienze della Comunicazione conseguita l'anno prima, riunisce alcuni ex collaboratori della radio nel tentativo di rilanciare con i moderni strumenti di Internet l'esperienza culturale e musicale di Radio Varese. L'idea è di offrire un ascolto in streaming, ma l'iniziativa non raccoglie molte adesioni; fatte alcune prove, il progetto viene abbandonato nel 2014.

### La festa dei 40 anni
Il 27 febbraio del 2016 circa 150 fra i fondatori e i collaboratori di Radio Varese si ritrovano dopo 40 anni dalla nascita della radio per una festa in ricordo di questa esperienza. L'evento è svolto presso Le Cantine CoopUF, Cooperativa Sociale - Unione Familiare. Nel corso della serata sono state raccolte offerte per la ONG Medici con l'Africa Cuamm a cura di Dino Azzalin, uno dei primi collaboratori della radio.

## Radio Varese e il Distretto 51
Agli inizi degli anni ottanta, alcuni conduttori di Radio Varese, Elio Girompini, Giovanni Daverio, Fabrizio Palatini e Roberto Maroni (che suonava l'organo Hammond B3), partecipano alla fondazione del gruppo musicale Distretto 51 La band, composta da musicisti non professionisti, passa dal rock di Bruce Springsteen e Southside Johnny dei primi anni al rhythm & blues, soul, e debutta al Porretta Soul Festival nel 1989, con ulteriori presenze fino al 2021. Giovanni Daverio era la voce solista del Distretto 51, e anni dopo sarebbe diventato segretario del ministro del Welfare Roberto Maroni, direttore generale della Azienda Sanitaria Locale di Varese e Direttore Generale dell'assessorato al Welfare della Regione Lombardia.
I componenti del Distretto 51 si riuniscono un'ultima volta il 25 novembre 2022 al funerale di Roberto Maroni, nella Basilica di San Vittore di Varese, per un ultimo saluto musicale al loro amico. Le vicende del Distretto '51 sono state raccontate da Gianni Beraldo nel libro Shotgun Blues la vera storia del Distretto 51 and The Capric Horns, pubblicato da Macchione Editore nel 2008.

## Collaboratori
Alcuni collaboratori dei primi anni di Radio Varese sono diventati giornalisti durante e grazie a questa esperienza, mentre altri lo erano già quando hanno iniziato a collaborare con la radio.
- Antonio Triveri[171]; in radio si occupava del radiogiornale e delle radiocronache delle partite di hockey su ghiaccio. Sarebbe poi diventato giornalista sportivo presso il Giornale e La Prealpina[172].

- Cesare Chiericati; direttore del Giornale del Popolo di Lugano, agli inizi di Radio Varese si occupa dell'impostazione e organizzazione del radiogiornale. È stato poi redattore de Il Giorno e inviato speciale e conduttore televisivo di programmi di attualità presso la RSI[173], Radiotelevisione della Svizzera Italiana. Ha collaborato anche con Radio Missione Francescana[174]. Nel 1983 riceve il Premiolino, premio giornalistico italiano.

- Claudio Del Frate[175][176][177]; si occupava insieme a Francesco Malgaroli della rubrica di cinema Manhattan e dintorni, e in seguito sarebbe diventato giornalista presso La Prealpina e poi al Corriere della Sera[178].

- Claudio Guanetti[179]; in radio si occupa dei programmi Atlantide, Il gatto e la volpe, Io non c'ero, e se c'ero dormivo e Radiosveglia. In seguito diventerà giornalista pubblicista e direttore responsabile della rivista Inarcassa Welfare e Professione della Cassa Nazionale di Previdenza ed Assistenza per gli Ingegneri ed Architetti Liberi Professionisti.

- Claudio Piovanelli[62][180]; in radio si occupa della redazione sportiva e delle radiocronache. Sarebbe poi diventato giornalista sportivo de La Prealpina[181].

- Elio Girompini[5]; in radio si occupa del programma musicale America fra le note (insieme a Fabrizio Palatini e Massimo Malerba), Fuorigioco (insieme a Francesco De Paoli e Massimo Malerba) e Pollicino e la strada (insieme a Roberto Maroni). Collaboratore de La Prealpina, diventerà giornalista a Nevesport Illustrato[182], Giochi Magazine, Esquire[183], Repubblica e poi al Corriere della Sera[184][185] in Cronaca di Milano, caposervizio allo sport e infine vicecaporedattore del sito web del Corriere della Sera[186].

- Enrico Minazzi[67]; si occupa della redazione sportiva della radio e, oltre a essere corrispondente del quotidiano sportivo bolognese Stadio, sarebbe poi diventato giornalista presso il quotidiano Il giornale di Varese. Lavorerà con il settimanale Superbasket, il quotidiano L'Occhio e con il mensile Giganti del Basket[187]. Approda infine a La Gazzetta dello Sport come caposervizio della redazione Motori, infine vice caporedattore all'ufficio centrale. Ha tenuto la rubrica Rassegna stampa presso Radio Missione Francescana (RMF)[188], dove collabora alla trasmissione Fra le righe.

- Francesco Malgaroli[189]; si occupa del radiogiornale e della rubrica di cinema Manhattan e dintorni. Sarà poi giornalista a Rai Radio 2, il manifesto, CNN Italia e alla redazione esteri de la Repubblica, quale esperto di politica sudafricana[190].

- Franco Ferraro[191]; in radio si occupa di musica d'autore italiana col programma Da zero e dintorni e di jazz con il programma Transfusion, Body and Soul. Direttore di Radio Varese dal 1986 al 1990, collaborerà con Rete 55 e HuffPost[192]; dal 2000 al 2003 è caporedattore presso l'emittente via satellite Stream News. Diventerà poi caporedattore a Sky TG24 Italia[193].

- Franco Meroni[194]; si occupa del [adiogiornale. Diventerà poi direttore dell'AAPI (Associazione delle Aziende Pubblicitarie Italiane) - Pubblicità esterna[195] e tesoriere dell'Istituto dell'autodisciplina pubblicitaria[196].

- Franco Tettamanti[197][198][113] cura il radiogiornale e programmi quali Colazione da Tiffany, Linea diretta, la rubrica di libri La luna è un pallone, la rubrica È cinema, Buongiorno Città e il notiziario serale Buonasera Città. Inizia il praticantato nell'ottobre del 1978, subito dopo Maria Bianucci[199], e lo conclude nel 1980. Dopo la radio lavorerà a Nevesport Illustrato[182], il Giornale, la Repubblica, l'Unità, Italia Oggi e Corriere della Sera[200], e scriverà diversi libri per la casa editrice varesina Pietro Macchione[201]. Lascia Radio Varese nell'ottobre del 1983, quando viene assunto presso la redazione del settimanale Nevesport Illustrato[202].

- Gianni Beraldo; conduce il programma serale Sympathy For The rock insieme al fratello Gianmarco. Giornalista, scrittore, insieme a Sara Magnoli crea nel 2009 il quotidiano di informazione online Varese7Press, di cui è direttore[203].

- Lino Monti; si occupa del programma Il mago di Oz insieme a Bernie Favre e Rocco Cosentino. Diventa poi giornalista pubblicista, scrittore e consulente editoriale[204].

- Luciano Di Pietro; giornalista, è stato il primo direttore responsabile di Radio Varese. Dirigerà poi pubblicazioni della Editoriale Giorgio Mondadori[205] quali Bell'Europa, Bell'Italia (dal 2001 al 2009), e il mensile In Viaggio.

- Marco Dal Fior[206][207]; si occupa del programma di musica folk lombarda L'altro ieri insieme a Roberto Maroni e al poeta dialettale Renato Nidola (poi con la figlia Marina Nidola), del radiogiornale e della rubrica di sport invernali Slalom. È stato il primo fra i collaboratori ad avere il praticantato in radio[199]. Diventerà giornalista a L'Ordine di Como e sarà poi a Nevesport Illustrato[182], il Giornale, la Repubblica, direttore del quotidiano di Varese La Cronaca[208], caporedattore all'ufficio centrale de La Voce di Indro Montanelli, e infine caporedattore delle pagine Lombardia al Corriere della Sera[209]. Seguirà la rubrica Rassegna Stampa presso Radio Missione Francescana. È stato presidente dell'Associazione Italiana Giornalisti Golfisti[210].

- Maria Bianucci[211]; si occupa dei notiziari come praticante ed è la prima persona in radio a diventare giornalista, nel 1979. Nel 1985 diventa presidente della Tecniter[212], società creata dalle associazioni radiofoniche per fornire un supporto tecnico alla pianificazione delle frequenze[213]. Dirige Radio Varese dal 1981 al 1985, anno in cui darà le dimissioni per contrasti con i nuovi gestori del Partito Socialista Italiano. Nel 1998 Si ritira in una tenuta nelle Langhe (vigneto del Barolo Bricco Giubellini, nei pressi di Monforte d'Alba) insieme al marito Gigi Garanzini, noto giornalista, scrittore e conduttore radiofonico[13][214]. Sarà per una decina d'anni caporedattore al TG4 con Emilio Fede, quindi giornalista freelance, scrivendo anche per Il Sole 24 Ore[215][216]. Nel 2002 promuove e cura la stesura del libro Radio Varese centoesettecento. L'unica radio libera dell'Occidente occupato, pubblicato poi nel 2003 dalla casa editrice NEM di Varese[217][218][219]. Durante gli anni trascorsi nelle Langhe, oltre al giornalismo organizza convegni e valorizza i contributi delle donne nelle attività economiche locali. Infine si spende per la creazione dell'associazione di imprenditrici di Monforte d'Alba L'anello forte[220]. Maria Bianucci si spegne il 6 febbraio 2022 dopo una lunga malattia[221][222].

- Massimo Donelli[223]; si occupa del radiogiornale e del programma di jazz Blue Night. Inizia il praticantato in radio dopo Franco Tettamanti[199]. Diventerà poi giornalista Rai, conduttore del TG3 e caporedattore centrale del TGR Lombardia[224].

- Maurizio Lucchi[225]; in radio si occupa della rubrica di recensioni letterarie Librando e del radiogiornale. In seguito diventerà corrispondente da Varese de Il Giorno e sarà poi giornalista all'ANSA per 30 anni, diventandone caporedattore della sede di Milano. Ha poi diretto La Prealpina dal 2016 al 2021[226][227].

- Mauro Zambellini; insegnante di matematica, in radio è l'ideatore e conduttore del programma 2098 Scatola calda, ed è l'autore del motto "Radio Varese, l'unica radio dell'Occidente occupato". Diventa giornalista pubblicista e redattore della rivista musicale Buscadero. Tra il 1988 e il 1990 è fra i conduttori di RaiStereoNotte; tra gli anni ottanta e il 2013 collabora con Radio Popolare, e, fino al 1996, con il mensile Il mucchio selvaggio. Ha scritto libri per la collana editoriale Atlanti Musicali di Giunti Editore, per la Feltrinelli, per la Pacini Editore e per la Shake Edizioni.

- Nuccio Madera; giornalista, direttore di Radio Varese dal 1977 al 1980. Allora inviato di Epoca, ha poi diretto i mensili Bell'Italia e Bell'Europa, poi Giochi Magazine e da ultimo il mensile Arte della Mondadori, dove promuove il Premio Cairo[12]. Scompare nel 2002.

- Stefano Lai[228]; è fra i conduttori del Radiogiornale e di Radiomattina. Qui apprende i rudimenti della redazione di notiziari. Dopo Radio Varese si laurea in scienze politiche, diventa giornalista pubblicista e lavora con agenzie di pubbliche relazioni. Lavora come capo ufficio stampa e poi direttore delle comunicazioni di Omnitel (poi Vodafone dal 2002), passando infine al gruppo Benetton e alla Ferrari. Diventa direttore generale della SIAM 1838 (Società d'Incoraggiamento d'Arti e Mestieri), con sede a Milano.

- Vincenzo Masotti[229]; giornalista esperto, a partire dal 1977 dà un notevole impulso al radiogiornale e ai programmi informativi di Radio Varese. È conduttore di programmi di divulgazione presso la RSI[105][106][107]; nel 1998 riceve il premio Eugen - Medienpreis für Informatik-Journalismus per il programma Radiocomputer della RSI[230]. Si è spento il 17 agosto 2024 all'età di 80 anni[231].

## I programmi
Le prime trasmissioni di Radio Varese vengono descritte diffusamente per la prima volta nel 1976, sul n 2 del mensile Altrimedia. Si tratta di una rivista specializzata nel mondo delle radio e delle televisioni, in particolare di quelle private e locali, che fra altre cose ne riporta i palinsesti suddivisi regione per regione. I programmi di Radio Varese trattati in questo numero sono Metropolitana  (rock progressivo), Il metronomo  (musica classica), L'altro ieri  (tradizioni e costumi locali) e Live (ascolto delle registrazioni dal vivo effettuate dal gruppo tecnico).
| Titolo                                           | Conduttori | Sigla musicale | Area tematica | Note |
| ------------------------------------------------ | --- | --- | --- | --- |
| 1,2,3… liberi tutti!                             | Fatima Ben Alì Zinati, Karim Ben Alì Zinati, Zohra Ben Alì Zinati | Siamo Wombles (dalla serie televisiva della BBC The Wombles, del 1973) | Programma ideato da Zohra Ben Alì Zinati per i più piccoli | - |
| 2098 Scatola calda                               | Mauro Zambellini (con Gianfranco Scala, per un breve periodo iniziale) | Prima parte: On the Road Again (Canned Heat). Seconda parte: Bitch (Rolling Stones) | Trasmissione del lunedì e venerdì, dalle 14 alle 16; musica americana (folk, blues, jazz, rock) | - |
| 3 per 7, torta a fette                           | Luisa Bertorelle | - | Programma per i più piccoli, con il racconto di fiabe di Gianni Rodari, indovinelli, concorsi a premi, recita delle letterine inviate dai bambini. | - |
| A tutto quiz                                     | Egle Bonada, Ranieri Maurizio Bonada | - | Intrattenimento con giochi a premi | - |
| Abu Lele                                         | Marco Brolpito | Abu Lele – We Keep On (Embryo Feat, Charlie Mariano) | La musica come linguaggio universale; paesaggi etnici nella scena musicale d'occidente, world music e avanguardie new wave | - |
| America tra le note                              | Elio Girompini, Fabrizio Palatini, Massimo Malerba | Fool's Gold (Poco) | Rock, country rock e musica d'autore statunitensi | - |
| Anteprima Sport                                  | Claudio Piovanelli, Enrico Minazzi, Mario Carletti, Massimo Malerba | - | Sport, con interviste del sabato sulle partite di basket e calcio in preparazione per il giorno dopo | - |
| Appuntamento a Samarcanda                        | Esmeralda Armellini, Roberto Rossi II° | Samarcanda (Roberto Vecchioni) | Intrattenimento: viaggi intorno al mondo, con itinerari reali e di fantasia; quiz con premi offerti dagli sponsor; presentazione di libri e film; commedia umoristica finale | - |
| Atlantide                                        | Claudio Guanetti | Fata Morgana (Perigeo, album Non è poi così lontano) | Rassegna musicale contemporanea ad ampio spettro | - |
| Be Cool                                          | Alberto Coen Porisini | Be Cool (Joni Mitchell) | Rock statunitense ed europeo, con artisti poco noti | - |
| Blue Night                                       | Massimo Donelli | - | Jazz | - |
| Blues Power, il blues per le massaie             | Ernesto Granese, Gianfranco Scala | John's Other (Hot Tuna insieme al violinista Papa John Creach) | Storia del blues, con ascolto di tutti i suoi generi | - |
| Body and Soul (1981)                             | Franco Ferraro | In apertura: It Never Entered My Mind (Chico Freeman). In chiusura: John & Mary (Jaco Pastorius)                                                                                        | Jazz, con qualche contaminazione | - |
| Boom Boom Boom                                   | Franco Giambartolomei, Vittorio Frigerio | Boom Boom (Bruce Springsteen) | Rock, rock 'n' roll e pop britannici degli anni ottanta | - |
| Born to Rock                                     | Francesco De Paoli | I Know A Little (Lynyrd Skynyrd, dall'album Street Survivors) | Musica americana, ock 'n' rol, blues, soul e intrattenimento "demenziale" (telefonate del sedicente “Conte Vergarizzata” interpretato da Franco Ferraro), novità discografiche, classifiche di vendita | - |
| Buonasera città                                  | Franco Tettamanti | - | Programma serale di informazione | - |
| Buongiorno città                                 | Donatella Bersani, Franco Tettamanti | - | Argomenti del giorno, locali e nazionali, discussi in diretta con gli ascoltatori; quiz con premi offerti dagli sponsor; intervalli musicali | - |
| California Poker                                 | Fabrizio Palatini, Tommaso Manduca | - | Musica americana della Bay Area di San Francisco; rock, Country, Bluegrass; novità discografiche | - |
| Campo d'azione                                   | Angelo Empoli, Giorgio Prestinoni | Listen (Chicago) | Recensione degli album musicali di esordio di vari gruppi pop | - |
| Colazione da Tiffany                             | Franco Tettamanti, Luisa Bertorelle | - | Argomenti del giorno, locali e nazionali, discussi in diretta con gli ascoltatori, e intermezzi musicali | - |
| Collage                                          | Angelo Pizzocri, Fabio Peloso | Breaker-Breaker (The Outlaws) | Musica italiana, britannica e americana, (rock, Easy listening, folk) | - |
| Compagni di sbronze                              | Davide Masi, Franco Zumelli, Marco Brolpito, Romeo Valli, Walter Prada | - | Intrattenimento con interventi demenziali; brani musicali Punk-rock con le tendenze dei primi anni ‘80; letture di poesie fuori dall'ordinario (Charles Bukowski e simili) | - |
| Coordinamento per le alternative naturali        | Roberto Albani | Serra Pelada (Philip Glass) | Programma serale del circuito OB – Oppure basta: Informazioni su agricoltura biologica, riciclaggio, alimentazione naturale, tecniche dolci, erboristeria | - |
| Cose dell'altro mondo!                           | Beppe Vedani | - | Rubrica settimanale di fantascienza, con lettura di pagine antologiche e di brevi racconti | - |
| Da zero e dintorni (1977)                        | Claudio Guanetti, Franco Ferraro, Massimo Malerba | Pezzo zero (Lucio Dalla) | Musica d'autore italiana, raccontata dagli esordi. Primo ciclo: brani risalenti dalla fine degli anni cinquanta fino al 1972. Secondo ciclo: la musica d'autore dominante tra gli anni settanta e \| - l'epoca del programma | - |
| Dentro la città                                  | Roberto Rossi II° | - | Recensioni letterarie e cinematografiche | - |
| Diretta Sport                                    | Claudio Piovanelli, Enrico Minazzi, Mario Carletti, Massimo Malerba | - | Dirette infrasettimanali con atleti intervistati in radio, fra cui Dino Meneghin | - |
| Domenica quiz                                    | Danilo Casale, Egle Bonada, Giancarlo Garavaglia, Ranieri (Ronni) Maurizio Bonada, Renzo Ciardiello | The Boys In The Band (Gentle Giant) | Intrattenimento con giochi a premi, brani musicali da riconoscere, domande di geografia, test matematici | - |
| Domenica Sportiva                                | Claudio Piovanelli, Enrico Minazzi, Mario Carletti, Massimo Malerba, Vanna Berlincioni | - | Programma dedicato allo Sport (basket, calcio, motocross, motociclismo, hockey su ghiaccio, canottaggio, ecc.), con radiocronache in diretta delle partite di calcio e basket | - |
| È cinema                                         | Franco Tettamanti | - | Recensioni cinematografiche | - |
| England for sale                                 | Marco Valugani | Dancing with the moonlight knight (Genesis) | rock britannico | - |
| Escalation                                       | Fatima Ben Alì Zinati, Karim Ben Alì Zinati | Brano finale di Dolcissima Maria (Premiata Forneria Marconi) | Musica varia, hit parade dei dischi più venduti nella settimana a Varese | - |
| Etica fonetica                                   | Marco Valugani | Ethika Fon Ethica (Franco Battiato) | Intrattenimento musicale (utopia radiofonica) | - |
| Fantocci                                         | Marco Piatti, Mario Carrara | Sigla di apertura: Dies irae - Requiem (Giuseppe Verdi, diretto da Arturo Toscanini) Sigla di chiusura: Canone di Pachelbel) (Johann Pachelbel)                                         | Musica classica. | - |
| Flash/Metropolitana'                             | Enrico Favalli, Fulvio Santin, Riccardo Presta | - | Storia dei gruppi rock americani e inglesi, dal loro esordio all'epoca della trasmissione. | - |
| Fuorigioco                                       | Elio Girompini, Francesco De Paoli, Massimo Malerba | Allegro vivacissimo, la Danza delle ore (Amilcare Ponchielli) | Intrattenimento comico con storie e situazioni impossibili. | - |
| Get back                                         | Mimmo Tortosa | Speed of Life (David Bowie, versione live) | Retrospettive di artisti e gruppi degli anni settanta; rock, progressive, West Coast, new wave. | - |
| Gli arnesi della musica                          | Pietro Pirelli (compositore, artista). | Brano parlato dall'Album Arturo Toscanini on Rehearsal (NBC Symphony Orchestra) | Il mestiere di fare musica, soprattutto classica e “classica contemporanea”. Interviste a musicisti di altra estrazione. | - |
| Gli smandrappati                                 | Giuseppe Gallone, Sergio Alessandro. | - | Intrattenimento, sketch surreali. | - |
| Hot & Blue                                       | Massimo Bruno. | In apertura: Testify (Stevie Ray Vaughan). In chiusura: Trip Face Boogie (Little Feat).                                                                                                 | Rock classico USA-West Coast e Sud, folk; letteratura statunitense con poesie di Allen Ginsberg e testi di Jack Kerouac. Nel 1980 trasmette in anteprima nazionale il brano The River di Bruce Springsteen. | - |
| I blateranti                                     | Egle Bonada, Ranieri Maurizio Bonada. | - | Intrattenimento vario. | - |
| I disperati del rock                             | Alessandro Ponti, Alessandro Uggeri. | Sigla di apertura: London Calling. Sigla di chiusura: Spanish Bombs (ambedue dei britannici The Clash).                                                                                 | Trasmissione serale molto giovanile sui più trasgressivi maestri del rock, heavy metal e punk rock. | Confluirà poi nel programma Velocità di fuga. |
| Il canto della sirena                            | Franco Caucci. | - | Musica d'autore statunitense e canadese. | - |
| Il castello (1977-1979)                          | Giorgio Prestinoni (medico e poeta), Marco Borroni (in seguito editore specializzato in poesia con Stampa2009; promotore del Premio Mauro Maconi), Mauro Maconi (poeta, scomparso il 17 aprile del 2001). | Quadrophenia (The Who). | Rubriche varie (saggi, tradizioni popolari, opere o autori da dimenticare, ecc.), ognuna legata a un ambiente del castello; racconti integrali di autori dell'800 e del 900 accompagnati da musiche di vario genere; sceneggiati a più voci con contributi da fuori e dentro la radio; note di costume; recensioni letterarie; poesia, musica e cultura di orientamento progressista. | - |
| Il fantanotiziario                               | Giorgio Prestinoni | - | Intrattenimento musicale. | - |
| Il fantasma, il monaco e la scimmia              | Dino Azzalin, Giorgio Prestinoni, Mauro Maconi. | - | Libri, recensioni letterarie, poesie. | - |
| Il gatto e la volpe                              | Claudio Guanetti, Giorgio Prestinoni. | Il gatto e la volpe (Edoardo Bennato). | Argomenti di attualità varia presentati con vena ironica. Appuntamento con le notizie nel consueto spazio del programma Fantanotiziario di Giorgio Prestinoni. | - |
| Il mago di Oz                                    | Bernie Favre, Lino Monti, Rocco Cosentino | In apertura: L'Apocalypse des animaux (del compositore Vangelis). In chiusura: Symphony n.2 - Movement 4 (gruppo musicale britannico degli Egg)                                         | Musica underground, rock progressivo, Canterbury rock e fuori dai circuiti commerciali. | - |
| Il Metronomo                                     | Fabio Bruno , Gregorio Cosentino. | Terzo tempo del Concerto brandeburghese n. 3 (Johann Sebastian Bach, esecuzione di Walter Carlos al Moog).                                                                              | Rassegna di musica classica per autore; fusioni tra musica classica e musica rock; autori classici originali o poco conosciuti; divulgazione musicale; commistioni fra musica classica e letteratura (fiabe sinfoniche). | - |
| Il pasto nudo                                    | Andrea Bertolini, Giulio Cuore. | Riders On The Storm (The Doors). | Libri, recensioni letterarie e poesie della Beat Generation, underground statunitense anni cinquanta; opere di John Fante, del primo Charles Bukowski, e di poeti locali (Dino Azzalin e Silvio Raffo). | - |
| Il Rock and Roll della casalinga                 | Beppe Vedani, Francesco De Paoli, Giorgio Prestinoni, Massimo Donelli. | Bat Out of Hell (Meat Loaf) | Intrattenimento, improvvisazioni di sketch demenziali. | - |
| Il sentiero selvaggio                            | Marco Brolpito, Pietro Imperiali. | Afric Pepperbird (Jan Garbarek Quartet). | Viaggi nei territori dell'immaginario sonoro, nell'area della controcultura e dei movimenti, letture dei testi; musica progressive; contaminazioni jazz, blues e folk. | - |
| Il settimanale (1976-1977)                       | Claudio Girotti, Daniele Cavalieri, Gianfilippo Buccella, Marco Borroni. | Theme One (Van der Graaf Generator). | Intrattenimento demenziale della domenica mattina, con enigmi polizieschi da risolvere in diretta con il pubblico (Marco: il Commissario Borbaf; Daniele: L'Assassino), con premi ai vincitori, brani musicali, satira di spot pubblicitari, falsi radiogiornali con caricature di fatti reali dell'epoca (scandali, servizi deviati, ecc.).                                          | - |
| Il trapasso                                      | Gianni Cazzani, Marco Broggini, Mimmo Tortosa. | - | Intrattenimento vario, mercatino degli oggetti usati. | Da un'idea di Gianni Cazzani. |
| Il verzone                                       | Beppe Vedani, Giorgio Prestinoni, Massimo Donelli. | - | Varietà comico del sabato mattina con personaggi quali il Prof. Bemolle, l'inviato speciale Littorio Iodosan, la giovane molestatrice dei presentatori Sonia Uilchinson. | - |
| Invito alla classica                             | Beppe Vedani. | Suoni d'ambiente con l'annuncio. | Rubrica settimanale di musica classica. | - |
| Io non c'ero... e se c'ero dormivo               | Claudio Guanetti, Giulio Cuore. | Fly With The Wind (McCoy Tyner). | Scaletta semiseria ricca di spunti, che dall'attualità scivolano con ironia nel nonsense. | - |
| Itaca                                            | Tiziana Cilia Schiavoni. | James (Pat Metheny). | Jazz e fusion. | - |
| IWW (Industrial Workers of the World)            | Roberto Rossi 1. | Honky Tonky (Nitty Gritty Dirt Band). | Musica folk statunitense (Woody Guthrie, Pete Seeger, etc.). | - |
| L'albero del pane                                | Fabio Peloso, Graziano Resteghini. | In apertura: Nothing's The Same (Banco del Mutuo Soccorso). In chiusura: L'albero del pane (Banco del Mutuo Soccorso).                                                                  | Musica (spesso associata ai testi che venivano letti), cinema, poesia e narrativa. | - |
| L'altra domenica                                 | Daniele Glogensech, Giancarlo Garavaglia, Marina Nidola, Paola Piasente. | - | Musiche per i meno giovani (liscio, ecc.), canzoni popolari locali, ricette di cucina, intrattenimento leggero con dirette telefoniche e quiz con premi offerti dagli sponsor. | - |
| L'altro ieri                                     | Marco Dal Fior, il poeta dialettale Renato Nidola (e in seguito la figlia Marina), Roberto Maroni. | Sem in vün, sem di dü... (Nanni Svampa). | Poesie e canzoni dialettali, storia e tradizioni locali. | - |
| L'ora del gallo                                  | Alessandro Uggeri, Andrea Bernardi, Davide Gaglione, Franco Grillo. | - | Trasmissione notturna con la musica elettronica dei primordi, musica new wave, punk, rap; interventi di ospiti improbabili e lettura del Giornale Radio Rasta della mezzanotte. | - |
| L'ora del lupo                                   | Danilo Casale. | Sigle iniziali: I'm a Man (Chicago); On the Road Again (Canned Heat); Let's Work Together (Canned Heat). Sigla di chiusura: ululati finali e La mia banda suona il rock (Ivano Fossati) | Intrattenimento divertente a ruota libera, con musiche della Allman Brothers Band, della Steve Miller Band, dei Creedence Clearwater Revival, dei Rolling Stones, di Stomu Yamashta, dei ZZ Top, dei Buffalo Springfield, dei New Riders of the Purple Sage, della Nitty Gritty Dirt Band e infine di Rino Gaetano, Pierangelo Bertoli, Francesco De Gregori e Francesco Guccini.     | - |
| L'ora del varano                                 | Danilo Casale, Giuseppe Gallone. | - | Intrattenimento vario, lettura di articoli de Il Male, interviste impossibili, con un notturno non-stop. | - |
| La buona annata                                  | Giovanni Bernasconi. | - | Musica sperimentale, rock progressivo. | - |
| La lanterna magica                               | Robeto Maroni. | Ho visto anche degli zingari felici (Claudio Lolli) | Musica impegnata; letture tratte dal Diario del Che en Bolivia di Che Guevara e da altri testi. | - |
| La luna è un pallone                             | Franco Tettamanti. | - | Libri, recensioni letterarie. | - |
| La rubrica di Maud                               | Luciano Giaccari, Mariella Meucci, Maud Ceriotti. | Everybody's Talkin' (Harry Nilsson) | Trasmissione in fascia mattutina di informazione, inchieste, interviste ad amministratori locali in studio, politica, sindacati, cultura, recensione di mostre d'arte, ambiente, sanità, femminismo. | Regia di Giulio Cuore. |
| Latino America                                   | Dino Azzalin, Flavio Gamberoni, Francesco Donaggio, Mariella Monaco. | Subida (Inti-Illimani). | Programma serale di storia, cultura, politica e musica del sudamericana durante la dittatura cilena del generale Augusto Pinochet; la Nueva Canción Chilena. Brani degli Inti-Illimani, Victor Jara, Violeta Parra, Astor Piazzolla, Gato Barbieri, ecc. | - |
| Librando                                         | Maria Bianucci, Maurizio Lucchi. | - | Recensioni di libri e autori (sia noti che poco pubblicizzati), italiani (come Buzzati, Fenoglio, Morselli ecc.) e stranieri (come Mishima, Roth, Tanizaki, ecc.), e di diverse epoche storiche. | Regia di Massimo Donelli. |
| Linea diretta                                    | Franco Tettamanti. | - | Approfondimenti sui fatti quotidiani di cronaca. | - |
| Little Italy                                     | Michele Maffei | Boogie (tratto dal lato B dell'album Paris milonga di Paolo Conte). | Musica italiana a 360 gradi, prevalentemente d'autore, e gruppi degli anni ottanta. | - |
| Live                                             | Alberto Villa, Antonio Salomone, Fausto Abbiati, Sandro Grisostolo | - | Programma del venerdì sera con l'ascolto dei concerti registrati dal vivo dal gruppo tecnico. | - |
| Lunedì Sport                                     | Claudio Piovanelli, Enrico Minazzi, Mario Carletti. | - | Interviste e commenti sullo sport e dialogo via telefono con i radioascoltatori. | - |
| Made in Italy                                    | Esmeralda Armellini. | Eppure soffia (Pierangelo Bertoli) | Cantautori italiani, con spazi in diretta per gli ascoltatori. | - |
| Manhattan e dintorni                             | Claudio del Frate, Francesco Malgaroli, Stefano Lai. | Rapsodia in blu (George Gershwin) | Recensioni cinematografiche, film della settimana in città. Malgaroli intervistò Sergio Leone dopo l'uscita del suo film C'era una volta in America. | - |
| Mecum                                            | Giuseppe Gallone. | Jessica (Allman Brothers Band). | Musica italiana. | |
| Metropolis                                       | Franco Balic. | My Favorite Things (John Coltrane). | Jazz, rock e tematiche dell'ultrasinistra. | - |
| Metropolitana                                    | Bruno Moretti Turri, Fernando Longo, Giorgio Battaglia, Mauro Carabelli, Riccardo Presta | Les Stances à Sophie (Art Ensemble of Chicago) | Musica d'avanguardia, sperimentale, rock elettronico e progressive, con spazi in diretta dedicati a giovani artisti del territorio; ricerca di nuovi generi emergenti nella musica contemporanea, come quelli proposti dagli Ash Ra Tempel, dagli Amon Düül, dai Tangerine Dream, dai Magma, gli Ange e i Gong.                                                                       | Ideato da Riccardo Presta. |
| Musica Musica                                    | Franco Ferraro, Nicola Buzzetti, Massimo Bruno, Massimo Lombardo, Sergio Bertolini, Umberto Bianchi. | Musica musica (Pino Daniele). | rock, Pop, New Wave, cantautori e gruppi italiani. | - |
| Musica a richiesta                               | Algar Armellini, Daniele Casale, Fatima Ben Alì Zinati, Karim Ben Alì Zinati, Ranieri Maurizio Bonada, Renzo Ciardiello. | La radio (Eugenio Finardi). | Brani musicali vari richiesti in diretta dagli ascoltatori, un programma che metteva a dura prova la linea telefonica dedicata. | - |
| Musica al mattino                                | Walter Prada. | Brani di cantautori italiani; commenti sui fatti del giorno con gli ascoltatori in diretta.                                                                                             | Musica varia. | - |
| OB-Oppure Basta nonstop                          | Alessandro Uggeri, Bruno Nicolini, Davide e Paolo Gaglione, Franco Grillo, Marco Brolpito, Marco Rabuffetti. | - | Trasmissione del venerdì notte con musica new wave, post-punk, afro, reggae, rap, black music, musica indie e tendenze varie; recensioni; interviste con ospiti in studio; momenti di poesia e letteratura; recensioni di libri e dischi di Stampa Alternativa; spazio notizie e comunicati dalla redazione di OB-Oppure Basta.                                                       | - |
| On The Road Again                                | Gianfranco Scala, Mauro Zambellini. | On the Road Again (Canned Heat) | Blues, rock, country-folk e jazz-rock. | Nella trasmissione si sono esibiti Cooper Terry e l'armonicista italiano trapiantato a Chicago Alberto Pick.                                               |
| Periferiche - Contaminazioni Etniche             | Marco Brolpito e collaboratori. | Saqqara Dogs Young Urban Sprawl (Stewart Copeland) | Musiche e culture "altre", afro-indo-reggae e sperimentali; tematiche antirazziste; interviste e concerti dal vivo; interventi in lingua Wolof (Africa occidentale) di immigrati senegalesi. | Programma del circuito di OB-Oppure Basta, un contenitore di programmi musicali e culturali creato da alcuni conduttori nella seconda metà degli anni ’80. |
| Pollicino e la strada                            | Elio Girompini, Robeto Maroni. | Two of Us (Beatles). | Calendario di festival, concerti e occasioni di viaggio culturale in Italia e in Europa. | - |
| Quaranta gradi all'ombra, venti boccali di birra | Massimo Malerba. | - | Intrattenimento leggero pomeridiano, contenitore musicale con il personaggio di Pigi Tortura. | - |
| Qui si mormora                                   | Alberto Villa, Antonio Salomone. | - | Intrattenimento vario. | - |
| Radio mattone/Il Verzone                         | Beppe Vedani, Giorgio Prestinoni, Massimo Donelli. | Brani della Count Basie Orchestra. | Varietà comico del sabato mattina. | - |
| Radiogiornale - Prima pagina                     | Antonio Triveri, Carmelo Gugliotta, Elio Girompini, Esmeralda Armellini, Francesco Malgaroli, Franco Tettamanti, Marco dal Fior, Maria Bianucci, Massimo Bruno, Massimo Donelli, Maurizio Lucchi, Paolo Bernini, Patrizia Tollio, Roberto Rossi 1, Stefano Lai, Vincenzo Masotti.                             | Glad (Traffic); Falò (Baricentro); Sky Blue (Passport). | Notizie del giorno, soprattutto locali; previsioni del tempo dal Centro Geofisico Prealpino di Salvatore Furia, rubrica domenicale di approfondimento e, in chiusura, informazioni sulla viabilità delle autostrade in collaborazione con la Polizia Stradale. | - |
| Radionevesport                                   | Egle Bonada. | - | Servizi sugli sport invernali, raccolti da Egle Bonada nella redazione milanese della rivista Neve Sport. | - |
| RadioSveglia                                     | Beppe Vedani, Claudio Guanetti, Cristina Barzi, Cristina Biella, Donatella Bersani, Esmeralda Armellini, Fausto Broggini, Francesca De Martino, Franco Caucci, Franco Meroni, Gianni Cazzani, Giorgio Prestinoni, Marco Borroni, Mauro Gregori, Mimmo Tortosa, Nicola Buzzetti, Riccardo Buizza, Stefano Lai. | Longuita degli Inti-Illimani; Che ora è? (Edoardo Bennato); Delicado (Waldir Azevedo); Lucky Southern (Tom Lellis); Hooray for Hollywood (colonna sonora del film Il lungo addio).      | Colazione radiofonica dalle 7 alle 9 del mattino; rassegna stampa del giorno; rubriche utili; eventi; intrattenimento musicale; l'ora esatta. | Ideato da Giulio Cuore. |
| Radio Varese Jazz '80                            | Beppe Vedani, Massimo Donelli. | Danza ad anello (Area). | Rubrica settimanale di jazz, con brani classici e novità del momento. | - |
| Rasta Time                                       | Beppe Vedani. | Sigla: Master Blaster Jammin' (Stevie Wonder). Sottofondo: Buk-in-hamm palace (Peter Tosh).                                                                                             | Rubrica settimanale preserale di reggae e calypso. | - |
| Roadhouse Blues                                  | Massimo Lombardo, Nicola Buzzetti. | Roadhouse Blues (The Doors). | Blues tradizionale. | - |
| Rosso di sera                                    | Adalgisa Legatti, Fabio Castelli, Giovanni Daverio. | - | I problemi della scuola, le richieste di nuovi programmi di studio, la voce degli studenti, dei sindacati, le esperienze dei preti operai. | - |
| Saccoapelus                                      | Gigi Prevosti, Marco Valugani. | Saga of the Blue Beaver (Beaver & Krause). | Rock e folk anglostatunitense. | - |
| Slalom                                           | Daniele Tamborini, Marco Dal Fior. | Pata Pata (Miriam Makeba). | Sport invernali (sci), con interviste agli atleti italiani della Coppa del Mondo femminile e maschile.; resoconti di gare nazionali e locali; organizzazione di manifestazioni sportive (come la gara notturna di sci di fondo ai Giardini Estensi di Varese, alla luce delle fiaccole e con arrivo in piazza della Motta).                                                           | - |
| Small Town                                       | Nicola Buzzetti | Small Town (John Mellencamp) | Rock statunitense. | - |
| Sympathy For The Rock                            | Gianni Beraldo, Gianmarco Beraldo. | - | Programma dedicato alla musica rock e blues-rock. | - |
| The Musical Box                                  | Massimo Bruno. | Who Do You Love (Quicksilver Messenger Service). | Informazione musicale con rock classico USA, West Coast e Sud. | - |
| The Rotter's Club                                | Alberto Coen Porisini. | The Rotter's Club (Hatfield and the North). | Rock progressivo, soprattutto britannico, di artisti poco noti. | - |
| Time Out                                         | Vittorio Frigerio. | - | Trasmissione serale di basket innovativa: commenti dei risultati delle partite, dalla Serie A1 alla Promozione, con giocatori ospiti in studio; radiocronache della Serie A1 e della Serie B1. | Regia di Sergio Bertolini. |
| Tireremo diritto fino alla prima curva           | Francesco De Paoli, Massimo Malerba. | - | Intrattenimento comico con i personaggi inventati di Nataniele e Pigi Turtura; quiz a premi demenziali. | - |
| Traffico intenso                                 | Rocco Cosentino. | - | Trasmissione satirica con spunti basati su curiosità dell’inizio del ventesimo secolo. | - |
| Transfusion (1978)                               | Franco Ferraro | In apertura: Wizard Island (Jeff Lorber Fusion). In chiusura: Mr. Magic (Grover Washington Jr.).                                                                                        | Programma di musica fusion. | - |
| Tutti al Barnum                                  | Gigi Prevosti. | - | Rock e folk anglostatunitense. | |
| Tutto dal vivo                                   | Fabio Peloso. | In apertura: Mezzogiorno (Venegoni & Co). In chiusura: Rettifilo, ora di punta (Tullio De Piscopo).                                                                                     | Ascolto di concerti registrati dal vivo e tratti da LP italiani ed esteri. | - |
| Un LP alla settimana                             | Angelo Pizzocri. | Samarcanda (Roberto Vecchioni). | Musica italiana. | - |
| Un'ora con noi                                   | Daniele Tamborini, Maurizio Tamborini. | Crossroads (Cream). | Rock. | - |
| Un'ora di musica col belga                       | Jean-Marc Cormeau. | Borderline (The Greatest Show On Earth). | Musica varia in ambito rock e fusion. | - |
| Ve la daremo a bere                              | Daniele Bartalesi, Luigi Cova, Massimo Belli, Robeto Maroni, Vanna Berlincioni. | The Entertainer (Scott Joplin). | Recensioni cinematografiche e di teatro. | - |
| Velocità di fuga                                 | Alessandro Ponti, Alessandro Uggeri. | Sigla di apertura: London Calling (The Clash). Sigla di chiusura: Spanish Bombs (The Clash)                                                                                             | Trasmissione di tarda sera, molto giovanile, musica new wave, hard rock, heavy metal e punk rock. | Erede del programma I disperati del rock. |
| Ventesimo parallelo                              | Raffaello Cacace. | Brani di Ravi Shankar. | Programma del venerdì sera con atmosfere esotiche; musica originale orientale o di autori che mescolano musica classica indiana con quella occidentale, come il gruppo musicale Oregon o il trombettista statunitense Don Cherry; musica eseguita in diretta; colloqui con gli ascoltatori.                                                                                           | - |
| Verde vivo                                       | Marco Brolpito. | Serra Pelada (Philip Glass). | Settimanale di Informazione ambientale; tematiche del territorio; interviste con ospiti in studio di associazioni; intermezzi musicali. | - |
| Via col liscio                                   | Egle Bonada, Giancarlo Garavaglia. | - | Programma di musica liscio. | - |
| White Rabbit                                     | Bruno Moretti Turri. | Love Magnet (The Greatest Show On Earth). | Rock britannico e statunitense (soprattutto californiano). | - |
| Zibaldone                                        | Claudio Piovanelli. | Casino Royale (Herb Alpert). | Musica pop statunitense e britannica. | - |

### Libri
- Gianni Beraldo, Shotgun Blues. La vera storia del Distretto 51 and the Capric Horns, Varese, Macchione Editore, 2008, ISBN 9788883404269.
- Maria Bianucci, Radio Varese 100,700. L'unica radio libera dell'Occidente occupato, Varese, Nuova Editrice Magenta, 2003, ISBN 9788888903019.
- Peppino Ortoleva, Giovanni Cordoni e Nicoletta Verna, Radio FM 1976-2006. Trent'anni di libertà d'antenna, Argelato, Minerva Edizioni, 2006, ISBN 8873811566.
- Massimo Emanuelli, Alza la tua radio per favor... Storia delle Radio Libere italiane di ieri e di oggi, collana Le bitte, Gammarò edizioni, 2025, ISBN 9791280649683.

### Pubblicazioni
- Programmi radio locali. Lombardia, in Altrimedia, n. 2, 1976,  p. 46.

### Tesi
- Erica Bernardi, Da Radio Varese a Radio Padania. Storia di un'Italia che cambia, Università di Pisa, Facoltà di Lettere e Filosofia, 2011.
- Tiziana Cilia Schiavoni, Radio Varese sul Web, uno studio di fattibilità fra l'epico e l'ipotetico, Università degli Studi dell'Insubria, 2011.